# Cordilheiras Likhi
Cordilheira Likhi (georgiano: ლიხის ქედი, romanizado: likhis kedi) ou Cordilheira Surami (georgiano: სურამის ქედი, romanizado: suramis kedi) é uma cordilheira da Geórgia, uma parte das montanhas do Cáucaso. Ele conecta as faixas do Grande Cáucaso e do Cáucaso Menor.
O ponto mais alto está 1.926 m (6.319 pés) acima do nível do mar. A passagem de montanha mais baixa e importante é a Passagem de Surami, a uma altitude de 949 m (3.114 pés), que liga o leste e o oeste da Geórgia. Uma ferrovia (no túnel) passa pela passagem, bem como a rodovia Zestaponi - Khashuri. A porção sul da cordilheira Likhi era historicamente conhecida como Ghado.